# Harris (Minnesota)
Harris – miasto w Stanach Zjednoczonych, w stanie Minnesota, w hrabstwie Chisago.